# Бохол
Бохол (на тагалог: Bohol) е остров в южната част на Филипинския архипелаг, разположен между море Камотес на север и море Минданао на юг, територия на Филипините. Площта му е 4117 km². Населението към 2010 г. е 1 255 000 души. На изток протокът Канигао (28 km) го отделя от остров Лейте, а на северозапад протокът Бохол (21 km) – от остров Себу. Освен главния остров край него са разположени още няколко по-малки острови – Лапинин (55 km², на североизток), Панглао (91 km², на югозапад) и др. Повърхността му е предимно платовидна с височина до 878 m. Голяма част от бреговете му са обхванати от коралови рифове. Покрит е с влажни вечнозелени тропични, предимно вторични гори. Разработва се голямо находище на манганова руда. Развива се тропично земеделие. Административен център на острова и на едноименната провинция е град Тагбиларан.